# ماري سوان
ماري سوان هي أمينة مكتبة كندية، ولدت في 1953.